# Triploporellaceae
Triploporellaceae, porodica zelenih algi iz reda Dasycladales, u koju su uključena tri fosilna roda s ukupno pet vrsta.

## Rodovi i broj vrsta
1. Deloffrella Granier & Michaud, 2
2. Draconisella Granier & Michaud, 2
3. Triploporella G.Steinmann, 1